# Rocs del Comeller
Els Rocs del Comeller és una formació muntanyosa i una cinglera del terme de Conca de Dalt, dins de l'antic municipi d'Hortoneda de la Conca, al Pallars Jussà, en terres de l'antic poble de Perauba.
Estan situats a la dreta de la llau de Perauba i a ponent del Clot dels Trossos dels Arrendadors i de l'Era de Penalta. Sota del bell mig de la cinglera hi ha la torre medieval anomenada Torre de Perauba.